# Centris maculifrons
Centris maculifrons är en biart som beskrevs av Smith 1854. Centris maculifrons ingår i släktet Centris och familjen långtungebin. Inga underarter finns listade.